# Цепилова
Цепилова (рум. Ţepilova, Цепилово) — село в Сорокском районе Молдавии. Наряду с селом Околина входит в состав коммуны Околина.

## География
Село расположено на высоте 180 метров над уровнем моря.

## Население
По данным переписи населения 2004 года, в селе Цепилова проживает 893 человека (427 мужчин, 466 женщин).
Этнический состав села:
| Национальность | Число жителей | Процентный состав |
| -------------- | ------------- | ----------------- |
| молдаване      | 881           | 98,66             |
| украинцы       | 5             | 0,56              |
| румыны         | 5             | 0,56              |
| русские        | 1             | 0,11              |
| прочие         | 1             | 0,11              |
| Всего          | 893           | 100 %             |

## Известные люди, связанные с селом
- Керсновская, Евфросиния Антоновна (1908—1994) — бессарабская помещица и мемуаристка.
- Керсновский, Антон Антонович (1907—1944) — военный историк.